# Coupe des nations de concours complet d'équitation 2013
Navigation
2012 2014
La Coupe des nations de concours complet d'équitation 2013 (en anglais FEI Nations Cup Eventing 2013), est la 2e édition du circuit coupe des nations organisé par la FEI. À partir de cette édition, une septième étape est rajoutée.

## Règlement
Chaque équipe est composée de 3 ou 4 cavaliers mais seuls les résultats des trois meilleurs comptent.
Nombre de points rapportées, par épreuve en fonction du classement :
- 1er : 11 points
- 2e : 9 points
- 3e : 8 points
- 4e : 7 points
- 5e : 6 points
- 6e : 5 points
- 7e : 4 points
- 8e : 3 points
- 9e : 2 points

Les 5 meilleurs résultats sur les 7 étapes comptent pour le classement général.

## Calendrier et résultats
| \| Fontainebleau Houghton Hall Strzegom Montelibretti Aix-la-Chapelle Waregem Boekelo \| Villes accueillant la coupe des nations de concours complet en 2013. |
| Fontainebleau Houghton Hall Strzegom Montelibretti Aix-la-Chapelle Waregem Boekelo                                                                            |

| Date                    | Lieu                               | Équipe vainqueur |
| ----------------------- | ---------------------------------- | ---------------- |
| 21 au 24 mars 2013      | Fontainebleau, France CICO-3*      | Allemagne        |
| 23 au 25 mai 2013       | Houghton Hall, Royaume-Uni CICO-3* | Royaume-Uni      |
| 30 mai au 2 juin 2013   | Strzegom, Pologne CICO-3*          | annulé           |
| 25 au 30 juin 2013      | Aix-la-Chapelle, Allemagne CICO-3* | Allemagne        |
| 21 au 23 septembre 2013 | Montelibretti, Italie CICO-3*      | Royaume-Uni      |
| 26 au 29 septembre 2013 | Waregem, Belgique CICO-3*          | Royaume-Uni      |
| 11 au 14 octobre 2013   | Boekelo, Pays-Bas CICO-3*          | Allemagne        |

## Classement

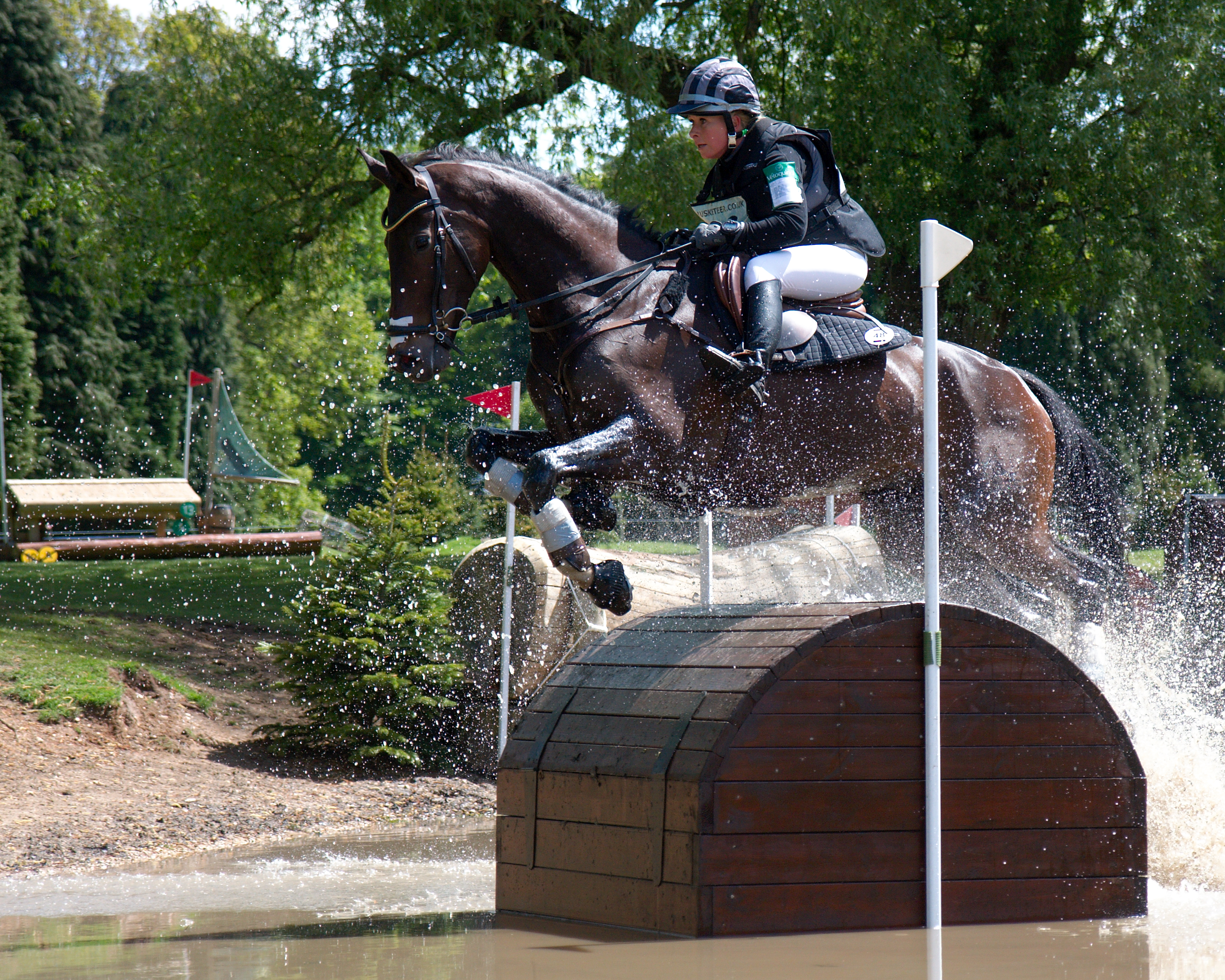
Bettina Hoy (Allemagne) sur Designer 10 pendant le cross à Houghton, le 25 mai 2013.

|               | Équipe/Épreuve   | Points        | Points   | Points          | Points        | Points  | Points  | Points | Total |
| Fontainebleau | Équipe/Épreuve   | Houghton Hall | Strzegom | Aix-la-Chapelle | Montelibretti | Waregem | Boekelo |        | Total |
| ------------- | ---------------- | ------------- | -------- | --------------- | ------------- | ------- | ------- | ------ | ----- |
| 1             | Royaume-Uni      | 6             | 11       | -               | 9             | 11      | 11      | 9      | 51    |
| 2             | Allemagne        | 11            | 9        | -               | 11            | 8       | 8       | 11     | 50    |
| 3             | France           | 9             | 6        | -               |               |         | 7       | 7      | 29    |
| 4             | Italie           | 8             |          | -               | 9             |         |         | 6      | 23    |
| 5             | Pays-Bas         | 7             | 5        | -               |               |         | 6       | 2      | 20    |
| 6             | Nouvelle-Zélande | 5             | 7        | -               | 6             |         |         |        | 18    |
| 7             | Australie        |               | 8        | -               | 7             |         |         |        | 15    |
| 8             | Irlande          |               |          | -               | 5             |         |         | 5      | 13    |
| 9             | Suède            |               |          | -               | 8             |         |         | 8      | 13    |
| 10            | Belgique         |               |          | -               |               |         | 9       | 3      | 12    |
| 11            | États-Unis       |               |          | -               | 4             |         |         | 4      | 8     |
| 12            | Espagne          | 4             |          | -               |               |         |         |        | 4     |
| 13            | Suisse           |               |          | -               |               |         |         |        |       |
| 13            | Russie           |               |          | -               |               |         |         |        |       |